# Cross-over (muziek)
Cross-over betekent een combinatie van verschillende stijlen, veelal populaire muziekstijlen. De term is niet voorbehouden aan een bepaalde muzieksoort en wordt als genreaanduiding gebruikt wanneer de verschillende stijlen in gelijke mate in de muziek doorklinken.
Begin jaren 80 van de twintigste eeuw werd met cross-over de mengeling van hardcore punk en metal aangeduid. Een stroming die ontstond in onder andere de Verenigde Staten door bands als D.R.I. (het album Crossover), Suicidal Tendencies (How Will I Laugh Tomorrow), Excel (Split Image), The Accüsed (Martha Splatterhead's Maddest Stories Ever Told), S.O.D. (Speak English or Die), Wasted Youth (Black Daze), Crumbsuckers (Life of Dreams), Cryptic Slaughter (Convicted) en Gang Green (Older Budweiser). Halverwege de jaren tachtig ontstond in Groot-Brittannië een dergelijke vermenging van extremere muziek, het latere crustcore en grindcore. Hoewel dit cross-over betrof, werd de term hier niet gebruikt, omdat deze refereerde aan de Amerikaanse scene.
De term cross-over raakte eind jaren 80 bij het grote publiek in zwang als benaming voor de mix van rock en rap die in 1986 werd ingeleid door de samenwerking tussen Run-D.M.C. en Aerosmith. In datzelfde jaar was Slayer-gitarist Kerry King te horen op het Beastie Boys-album Licensed to Ill. De Red Hot Chili Peppers en de Nederlandse band Urban Dance Squad kwamen met een mix van rock, hiphop en rap. Andere cross-overbands betrokken daar nog weer metal bij zoals Rage Against the Machine. Een band die eveneens reggae met hardcore punk mengde was Bad Brains.
Andere cross-overvormen zijn funkmetal, folkmetal, maar ook jazzdance en artiesten als Beck en The Prodigy. Beck combineert namelijk pop en rap met traditionele stijlen als blues en folk. The Prodigy combineerde dance met punk en rock op hun album The Fat of the Land (1997).
Begin eenentwintigste eeuw ontstond het genre metalcore als mix metal en hardcore punk.